# Kâmpóng Thum
Kâmpóng Thum (khm. ក្រុងកំពង់ធំ) – miasto w środkowej Kambodży, nad rzeką Sen, stolica prowincji Kâmpóng Thum; według danych szacunkowych na rok 2009 liczy 20 530 mieszkańców.